# Francis Moreau
Francis Moreau (Saint-Quentin, Picardia, 21 de juliol de 1965) és un ciclista francès professional des del 1989 fins al 2000, ha destacat en ruta, però especialment en pista on ha aconseguit els majors èxits.
Moreau aconseguí l'or als Jocs Olímpics d'Atlanta en la modalitat de Persecució per equips, i el Campionat del Món en Persecució individual l'any 1991.

## Palmarès en pista
- 1991
  -  1r de la Campionat del Món en pista de la prova de persecució individual
- 1996
  -  Medalla d'or als Jocs Olímpics d'Atlanta en persecució per equips (juntament amb Chistophe Capelle, Philippe Ermenault i Jean-Michel Monin)

### Resultats a laCopa del Món
- 1999
  - 1r a Ciutat de Mèxic, en Persecució
  - 1r a Ciutat de Mèxic, en Persecució per equips

## Palmarès en ruta
- 1986
  - Vencedor d'una etapa del Giro de les Regions
- 1987
  - Vencedor d'una etapa del Circuit de La Sarthe
- 1989
  - 1r al Gran Premi del Nord-Pas de Calais
  - Vencedor d'una etapa del Tour de la CEE
- 1990
  - 1r al Gran Premi del Nord-Pas de Calais
  - Vencedor d'una etapa de la Setmana Catalana
  - Vencedor d'una etapa de la París-Niça
- 1991
  - Vencedor d'una etapa del Tour de l'Oise
  - Vencedor d'una etapa del Gran Premi del Midi Libre
  - 1r al Gran Premi de Barentin
- 1992
  - Vencedor d'una etapa del Critèrium Internacional
- 1993
  - 1r a la París-Brussel·les
  - Vencedor d'una etapa de la Volta a Suècia
- 1994
  - 1r a la Bordeus-Cauderan
- 1994
  - 1r a À travers le Morbihan
- 2000
  - 1r al Gran Premi de Lillers

### Resultats al Tour de França
- 1990. Fora de temps (11a etapa)
- 1991. 132è de la classificació general
- 1992. Abandona (11a etapa)
- 1993. Abandona (15a etapa)
- 1994. 113è de la classificació general
- 1995. Fora de temps (15a etapa)
- 1996. Fora de temps (6a etapa)

### Resultats al Giro d'Itàlia
- 1989. Abandona
- 1993. 95è de la classificació general

### Resultats a la Volta a Espanya
- 1997. 91è de la classificació general